# گریفیت، استرالیا

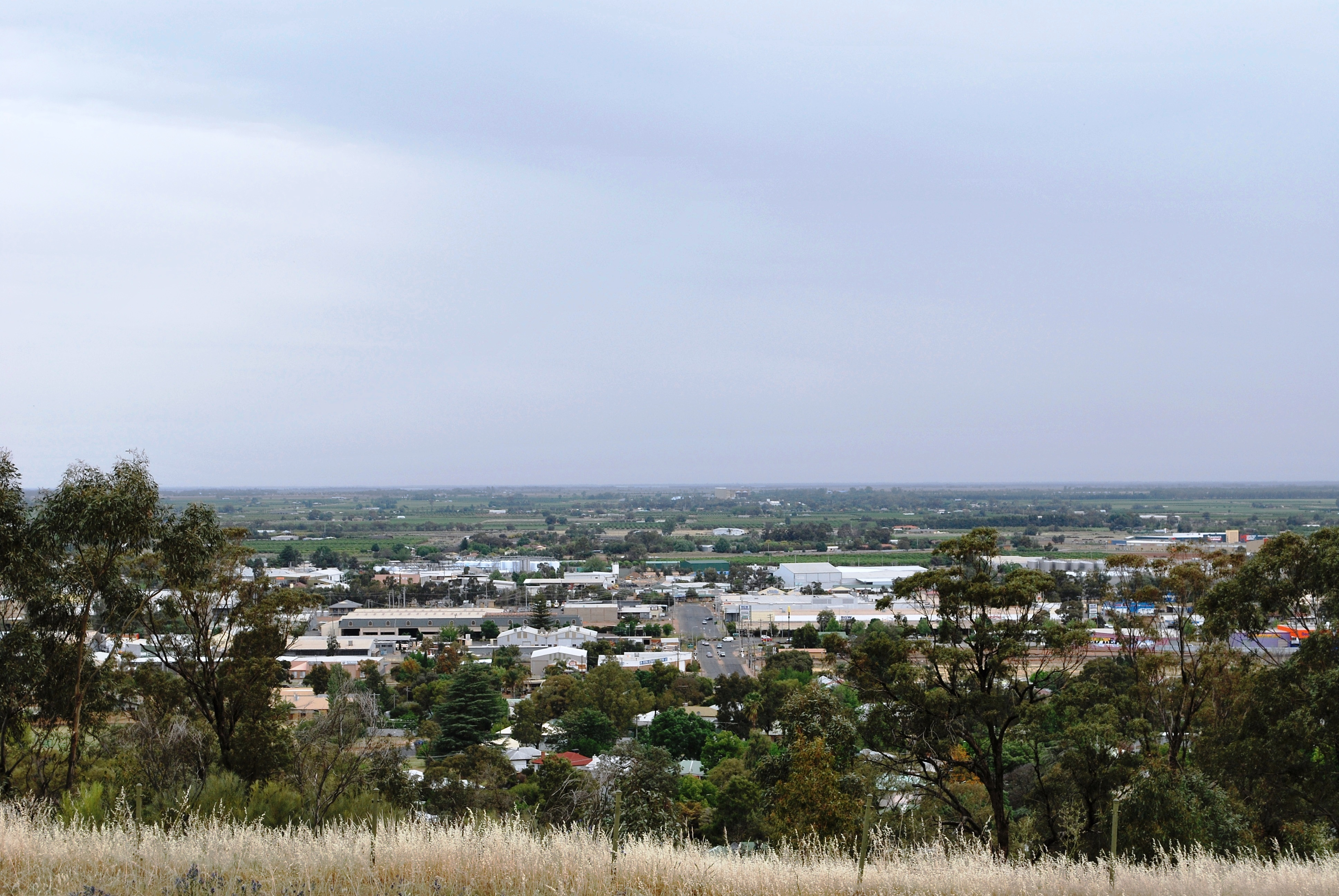
نمایی از شهر گریفیت در ایالت نیو ساوت ولز، غرب سیدنی - ۲۰۰۸

گریفیت Griffith گریفیث شهری است در استرالیا. این شهر در ایالت نیو ساوت ولز و در غرب شهر سیدنی قرار گرفته است. گریفیت جمعیتی بالغ بر 16,182 نفر دارد .